# Kunstjahr 1864
Liste der Kunstjahre

◄ | 1860 | 1861 | 1862 | 1863 | Kunstjahr 1864 | 1865 | 1866 | 1867 | 1868 | ► | ►►

Weitere Ereignisse
Dieser Artikel behandelt das Kunstjahr 1864.

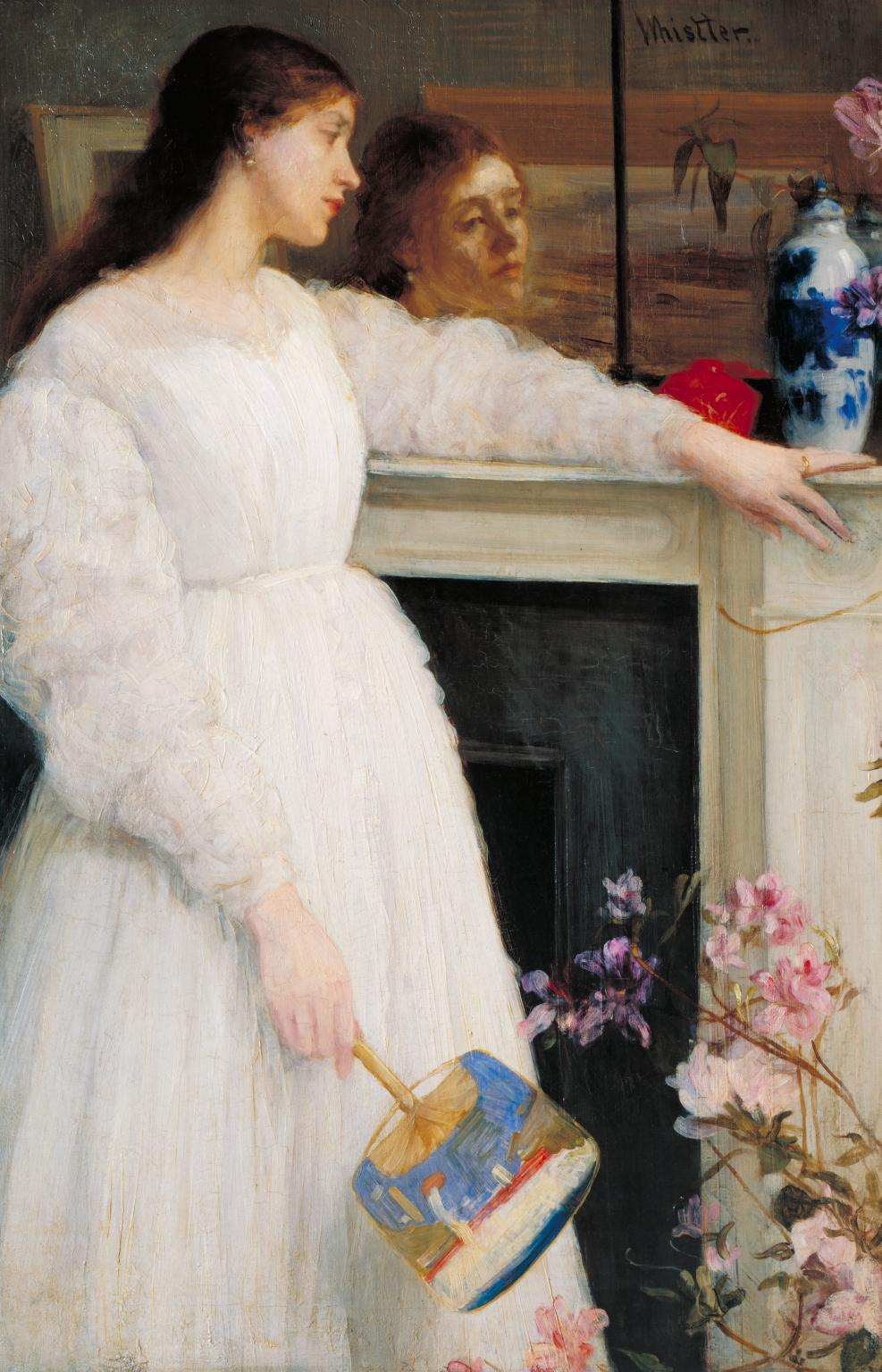
James McNeill Whistler: Symphonie in Weiß Nr. 2, Mädchen in Weiß, 1864

## Ereignisse

### Architektur und Landschaftsgestaltung
- 6. Juni: Die nach Plänen von Ferdinand Stadler im Stil der Neugotik errichtete Elisabethenkirche in Basel wird mit einem Gottesdienst eröffnet. Die Chorfenster werden erst ein Jahr später eingesetzt.

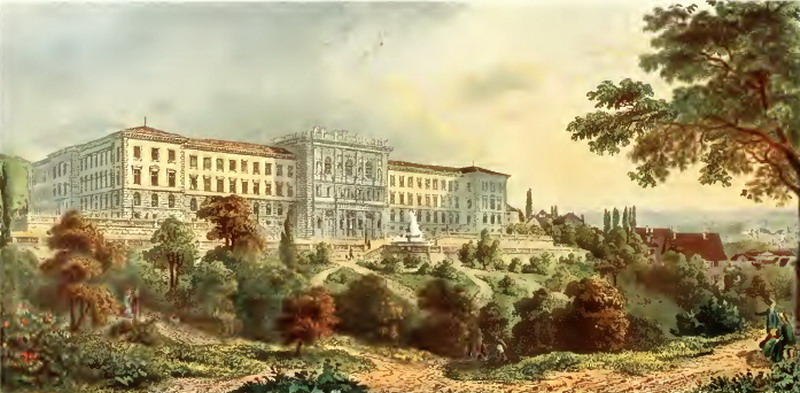
Das Polytechnikum 1865

- Gottfried Semper stellt das Hauptgebäude des Polytechnikums in Zürich fertig.
- Der Architekt August Weber vollendet das Gartenbaugebäude auf der Wiener Ringstraße.
- In Düsseldorf beginnt nach Plänen von Ludwig Blank der Bau des Gesellschafts- und Festhauses für den Künstlerverein Malkasten.
- Mit dem Bau des neuen Parliament House in Brisbane, Australien, wird begonnen.
- Der königlich bayerische Hofgärtner Carl von Effner beginnt im Auftrag von Freiherr Ernst Friedrich von Dörnberg mit der Umgestaltung eines von ihm erworbenen Grundstücks zu einem Englischen Landschaftspark, dem heutigen Dörnbergpark in Regensburg.

### Bildhauerei

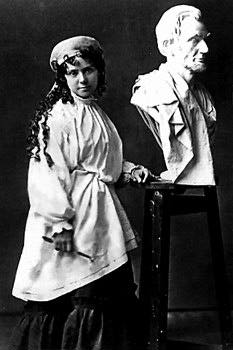
Vinnie Ream mit der Büste von Lincoln

- Zweite Jahreshälfte: US-Präsident Abraham Lincoln sitzt der Bildhauerin Vinnie Ream fünf Monate lang für eine Büste Modell.

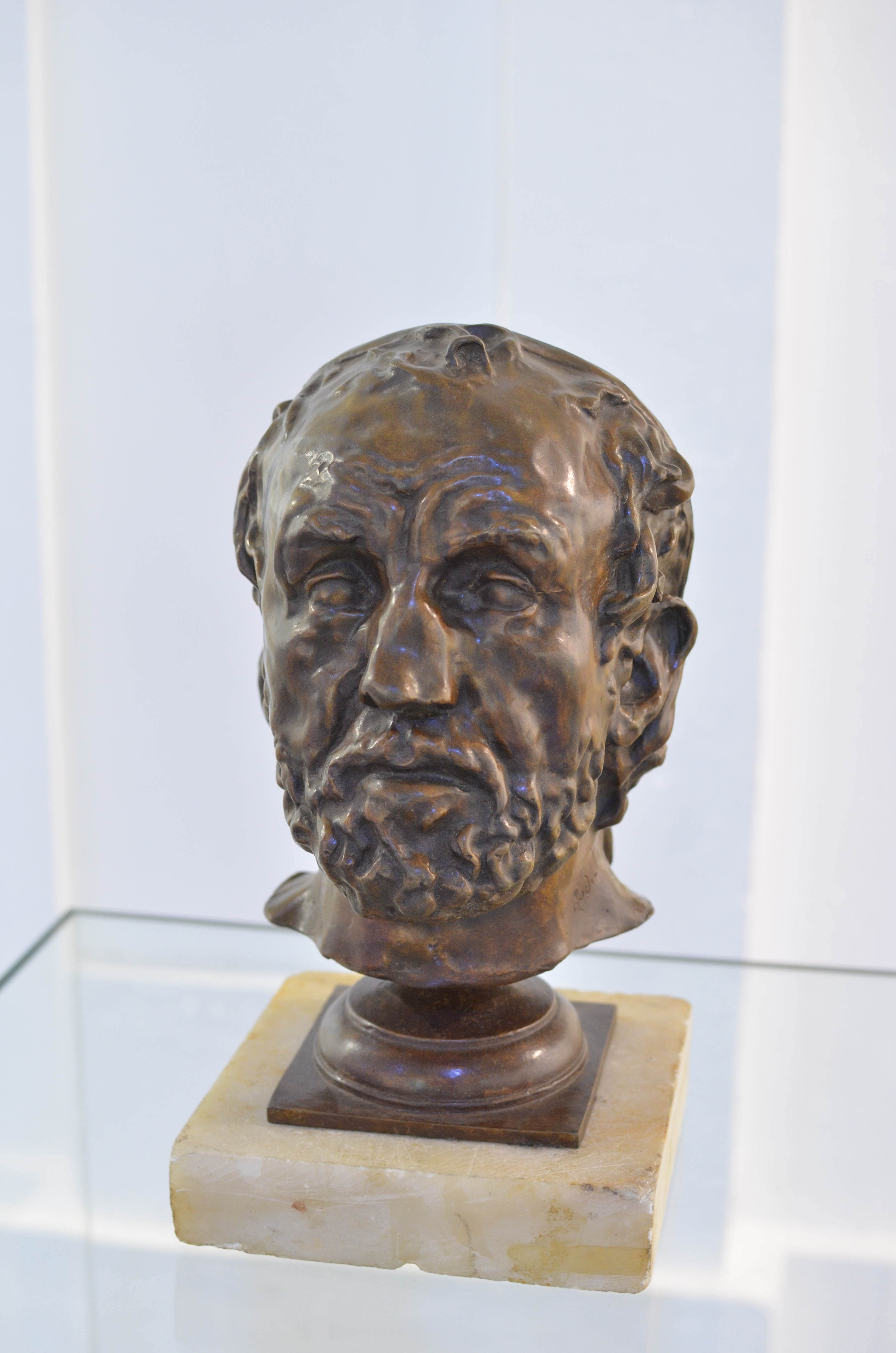
Auguste Rodin:
L'homme au nez cassé

- Auguste Rodin lernt Albert-Ernest Carrier-Belleuse kennen und wird dessen Schüler. Im gleichen Jahr bricht er mit Der Mann mit der gebrochenen Nase mit dem Schönheitsideal der Salonkunst. Das Werk wird vom Pariser Salon daher abgelehnt.

### Malerei

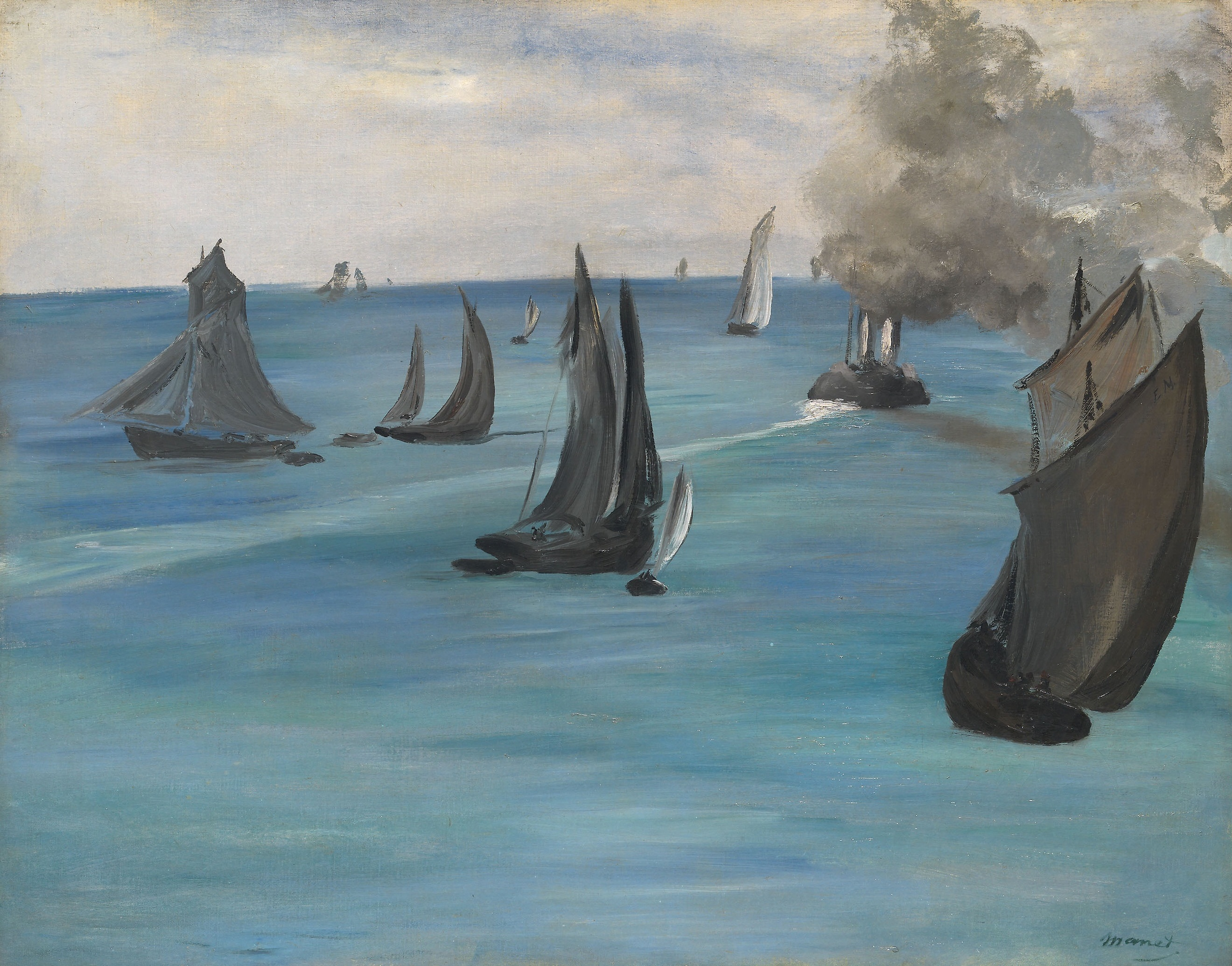
Édouard Manet: Meersicht, ruhiges Wetter, Öl auf Leinwand
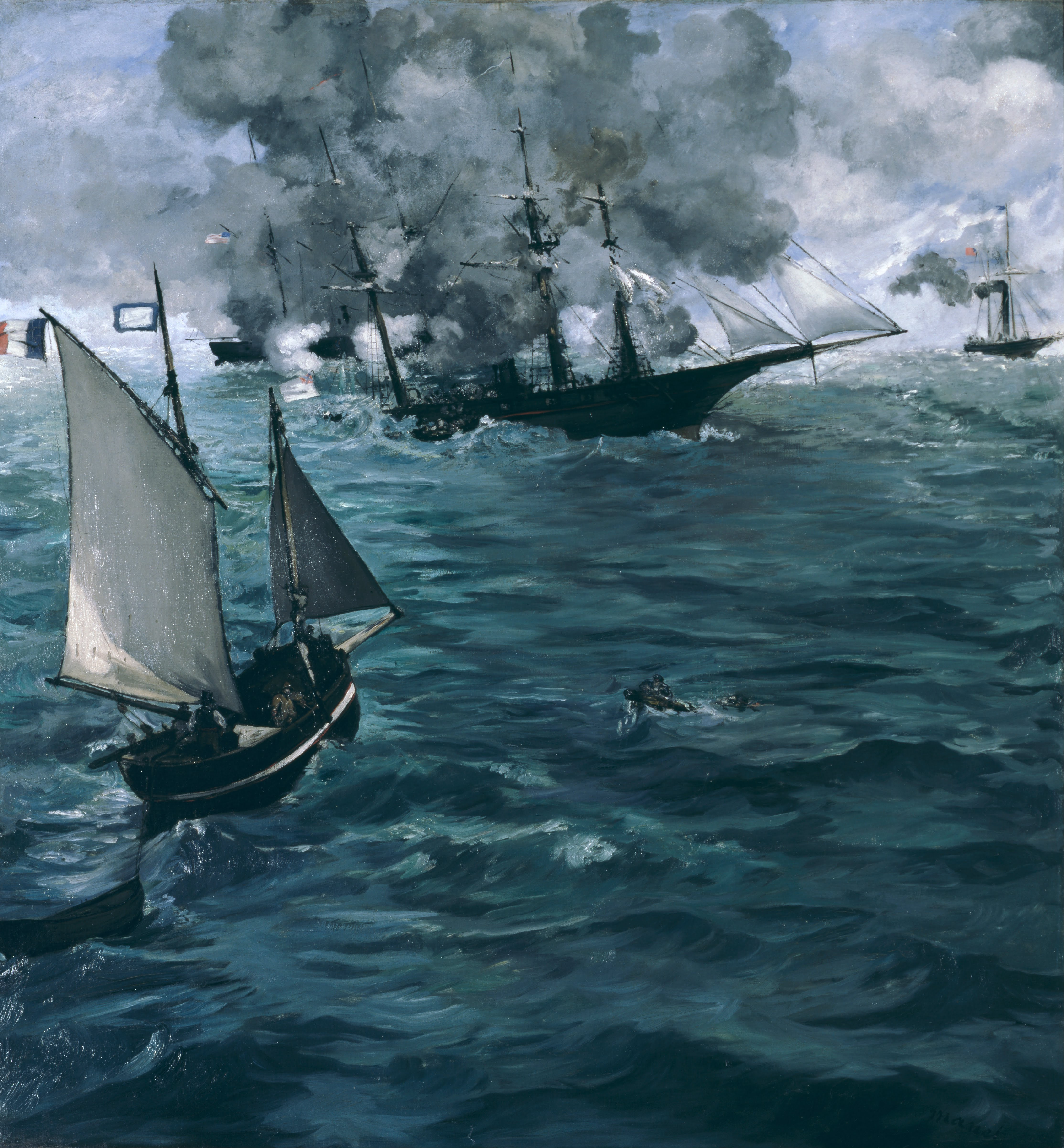
Édouard Manet: Seegefecht zwischen der Kearsarge und der Alabama, Öl auf Leinwand

- 6. Februar bis 12. Juli: Francis Bicknell Carpenter malt sein bekanntestes Gemälde Erste Lesung der Emanzipations-Proklamation Abraham Lincolns. Während seiner Arbeit erhält er von Präsident Abraham Lincoln die Erlaubnis, im Weißen Haus zu wohnen.

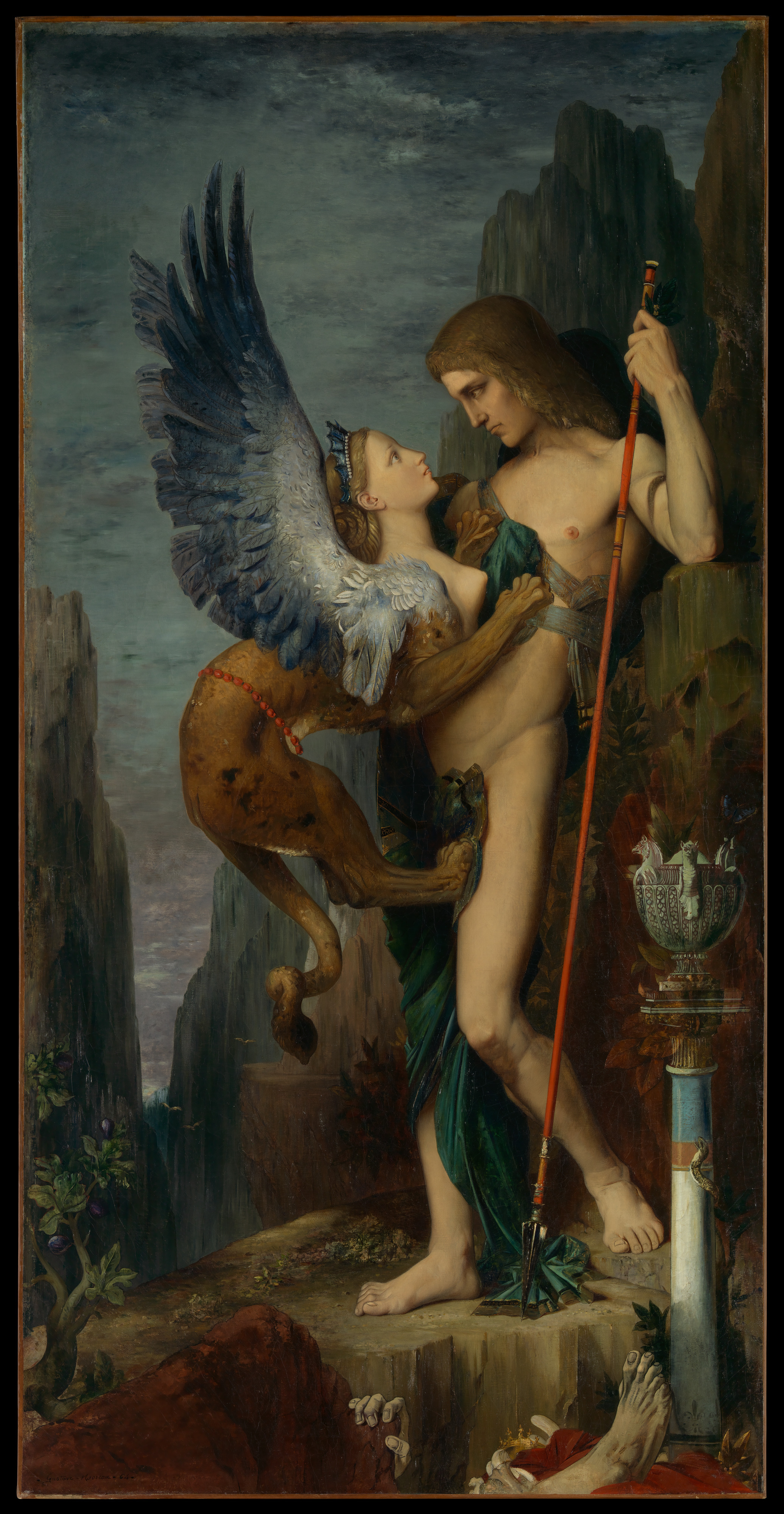
Ödipus und die Sphinx

- Das Gemälde Ödipus und die Sphinx von Gustave Moreau wird erstmals in einem offiziellen Pariser Salon ausgestellt. Der Maler, der rund vier Jahre an dem Werk gearbeitet hat, wird damit erstmals einer breiten Öffentlichkeit bekannt.

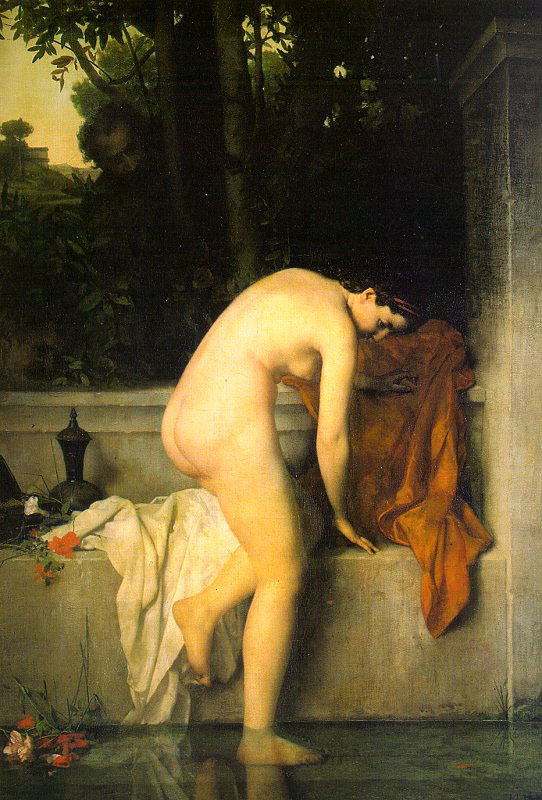
Henner: Die keusche Susanna

- Jean-Jacques Henner malt während seines Studienaufenthalts in Rom das Ölgemälde Die keusche Susanna.
- Henri Fantin-Latour malt in Öl auf Leinwand eines seiner wenigen Gruppenporträts: Hommage à Delacroix.

### Photographie

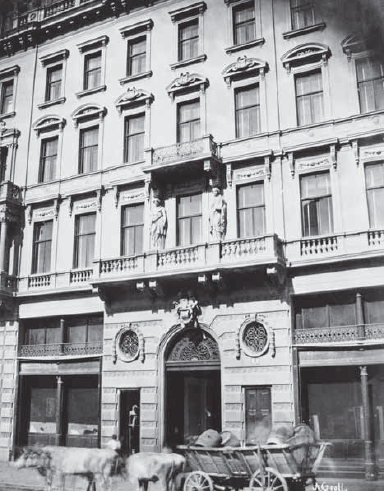
Das inzwischen zerstörte Palais Dreher in der Operngasse

Die 1861 gegründete Photographische Gesellschaft eröffnet am 17. Mai im Palais des Brauereibesitzers Anton Dreher junior in der Operngasse nahe der Baustelle für die neue Hofoper in Wien die Erste Photographische Ausstellung in Wien. Etwa 110 Aussteller beteiligen sich mit rund 1.100 fotografischen Aufnahmen sowie rund 400 Produkten des fotografischen Fachhandels, wie Objektiven, chemikalischen Präparaten, Buchbinder- und Rahmenhändlerartikeln sowie Atelierzubehör. Die Ausstellung, die kein nennenswertes Echo in der Presse findet, wird bis zu ihrer Schließung am 30. Juni von rund 10.000 Interessierten besucht. Prominentester Gast ist Kaiser Franz Joseph I., der am 24. Mai mit seinem Besuch aufwartet. Im gleichen Jahr gibt die Gesellschaft auch erstmals die Monatszeitschrift Photographische Correspondenz heraus.
- Georg Emil Hansen wird zum dänischen Hoffotografen ernannt.

### Museen
- 12. Mai: Das im Vorjahr gegründete k. k. Österreichische Museum für Kunst und Industrie wird im Ballhaus der Hofburg zu Wien eröffnet. Das Museum folgt im Wesentlichen dem Vorbild des 1852 gegründeten South Kensington Museum in London und soll als Vorbildersammlung für Künstler, Industrielle und Publikum und als Aus- und Weiterbildungsstätte für Entwerfer und Handwerker dienen.

### Preisverleihungen
Der französische Bildhauer Eugène Delaplanche erhält den von der französischen Académie de France à Rome vergebenen Prix de Rome für Skulptur.

## Geboren
- 01. Januar: Alfred Stieglitz, US-amerikanischer Fotograf und Galerist († 1946)
- 01. Januar: Qi Baishi, chinesischer Maler († 1957)
- 04. Januar: George Albert Smith, britischer Filmpionier († 1959)
- 08. Januar: Julie Wolfthorn, deutsche Malerin († 1944)
- 01. Februar: Paul Peterich, deutscher Bildhauer († 1937)
- 04. Februar: Willie Park Jr., schottischer Golfspieler, Schlägerhersteller und Golfarchitekt († 1925)
- 29. Februar: Adolf Wölfli, Schweizer Maler († 1930)
- 04. März: Johanna Ey, deutsche Galeristin († 1947)
- 19. März: Charles M. Russell, US-amerikanischer Maler, Skulpteur, Illustrator und Schriftsteller († 1926)
- 11. April: Lillie P. Bliss, US-amerikanische Kunstsammlerin und Mäzenatin, Mitbegründerin des Museum of Modern Art († 1931)
- 18. Mai: Jan Veth, niederländischer Maler, Dichter, Kunstkritiker und Hochschullehrer für Kunstgeschichte und Ästhetik († 1925)
- 22. Mai: Josuë Dupon, belgischer Bildhauer und Medailleur († 1935)
- 22. Mai: Willy Stöwer, deutscher Marinemaler der Kaiserzeit († 1931)
- 21. Juni: Heinrich Wölfflin, Schweizer Kunsthistoriker († 1945)
- 08. Juli: Fred Holland Day, amerikanischer Fotograf und Verleger († 1933)
- 05. August: Irene Forbes-Mosse, deutsche Schriftstellerin und Malerin († 1946)
- 2. September: Séraphine Louis, französische Malerin der naiven Kunst († 1942)
- 28. September: Arthur Kampf, deutscher Historienmaler († 1950)
- 29. September: Rupert Bunny, anglo-australischer Maler († 1947)
- 30. September: Max Laeuger, deutscher Künstler († 1952)
- 08. Oktober: Rudolf Zinggeler, Schweizer Fotograf († 1954)
- 19. Oktober: Georg Albertshofer, deutscher Bildhauer († 1933)
- 04. November: Robert Lorimer, schottischer Architekt († 1929)
- 05. November: Clarita Beyer, deutsche Malerin († 1929)
- 09. November: Paul Sérusier, französischer Maler († 1927)
- 14. November: Claribel Cone, deutsch-US-amerikanische Kunstsammlerin († 1929)
- 20. November: Franz Zimmermann, österreichischer Maler († 1956)

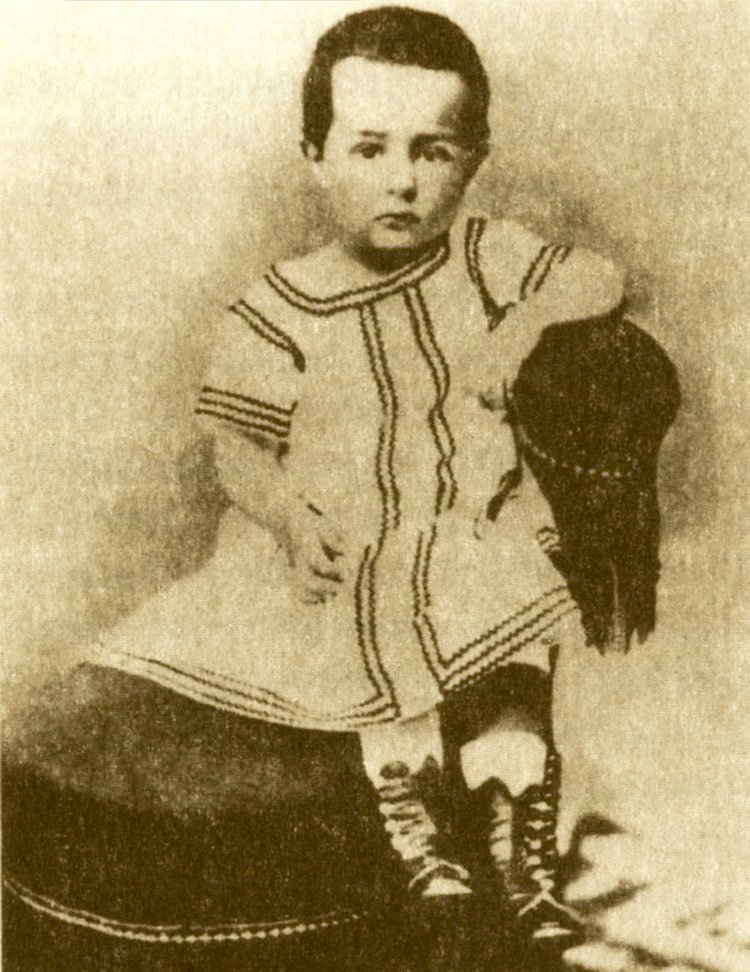
Henri de Toulouse-Lautrec um 1867

- 24. November: Henri de Toulouse-Lautrec, französischer Maler († 1901)
- 08. Dezember: Camille Claudel, französische Bildhauerin († 1943)
- 31. Dezember: Hans am Ende, deutscher Maler († 1918)

## Gestorben
- 14. Januar: Georg Jabin, deutscher Landschaftsmaler (* 1828)
- 27. Januar: Leo von Klenze, deutscher Architekt (* 1784)
- 07. Februar: Christian Gottlob Hammer, deutscher Landschaftsmaler und Kupferstecher (* 1779)
- 14. Februar: William Dyce, britischer Maler (* 1806)
- 22. Mai: Lulu von Thürheim, österreichische Malerin und Schriftstellerin (* 1788)
- 02. Juni: Caroline Bardua, deutsche Malerin (* 1781)
- 06. Juni: Robert Zimmermann, deutscher Zeichner, Lithograph und Landschaftsmaler (* 1818)
- 25. August: Johann-Peter Weyer, Kölner Stadtbaumeister und Kunstsammler (* 1794)
- 11. November: Charles de Graimberg, französischer Kupferstecher, Landschaftsmaler und Denkmalpfleger (* 1774)
- 25. November: David Roberts, britischer Maler (* 1796)